# Fonts de la historicitat de Jesús

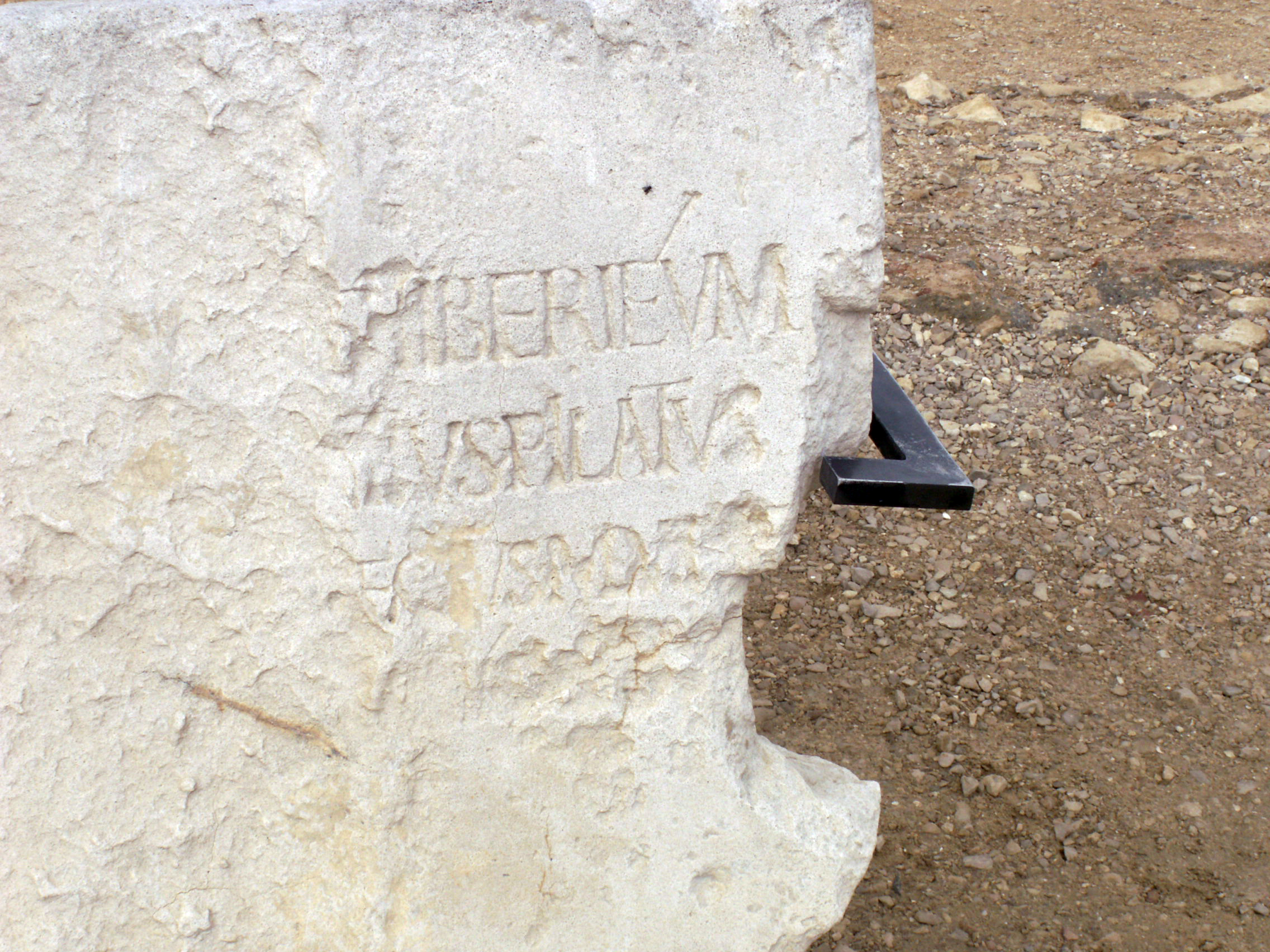
La Pedra de Pilat de Cesarea actualment s'exposa al Museu d'Israel.

 Les fonts de la historicitat de Jesús són principalment cristianes, però també n'hi ha d'altres de rellevants. Les fonts cristianes, com els llibres del Nou Testament, inclouen històries detallades sobre Jesús de Natzaret, però hi ha qui discuteix la seva historicitat. Els dos únics esdeveniments que reben un assentiment gairebé universal són el baptisme de Jesús per Joan Baptista i la crucifixió de Jesús pel governador romà Ponç Pilat.
Entre les fonts no cristianes utilitzades per estudiar i establir la historicitat de Jesús hi ha les fonts jueves, com Flavi Josep, i les romanes, com Tàcit. Aquestes fonts es comparen i contrasten amb les fonts cristianes com les Cartes paulines i els evangelis sinòptics. Són fonts que acostumen a ser independents entre si (per exemple, les fonts jueves no es basen en fonts romanes) i les semblances i diferències entre elles s'utilitzen en el procés d'autenticació. En una revisió de l'estat de la recerca, Amy-Jill Levine va declarar que «no hi ha cap imatge de Jesús que convenci tots o la majoria dels estudiosos» i que tots els retrats de Jesús són objecte de crítiques per part d'algun grup d'erudits.

## Fonts jueves
Entre les fonts jueves més destacades per les dades que aporten sobre Jesús hi ha l'historiador jueu Flavi Josep (ca. 37 - Roma, ca. 100), que deixà constància (en llengua grega), de les relacions entre l'Imperi Romà i el poble i la cultura jueves durant el segle I dC, i que redactà obres apologètiques sobre el judaisme primigeni. El Testimoni flavià són els paràgrafs 63 i 64 del capítol XVIII de l'obra Antiguitats judaiques, que alguns crítics exposen de manera independent perquè n'hi ha dubtes sobre l'autoria. El Talmud, un cos literari d'importància i autoritat màxima pel judaisme que conté diverses discussions rabíniques de la llei jueva, de l'ètica jueva, tradicions, llegendes i històries, també inclou referències a Jesús. Finalment, els Manuscrits de la mar Morta o Rotlles de Qumran són una col·lecció de milers de fragments de més de 900 manuscrits que van ser descoberts entre el 1947 i el 1956 a Cisjordània. Els texts, d'origen jueu, van ser escrits en hebreu, arameu i grec, probablement per autors o copistes de la branca hebraica dels essenis, i aporten dades rellevants per a tenir en consideració en relació amb altres documents, tot i que no és clar que es refereixin directament a Jesús.

### Flavi Josep

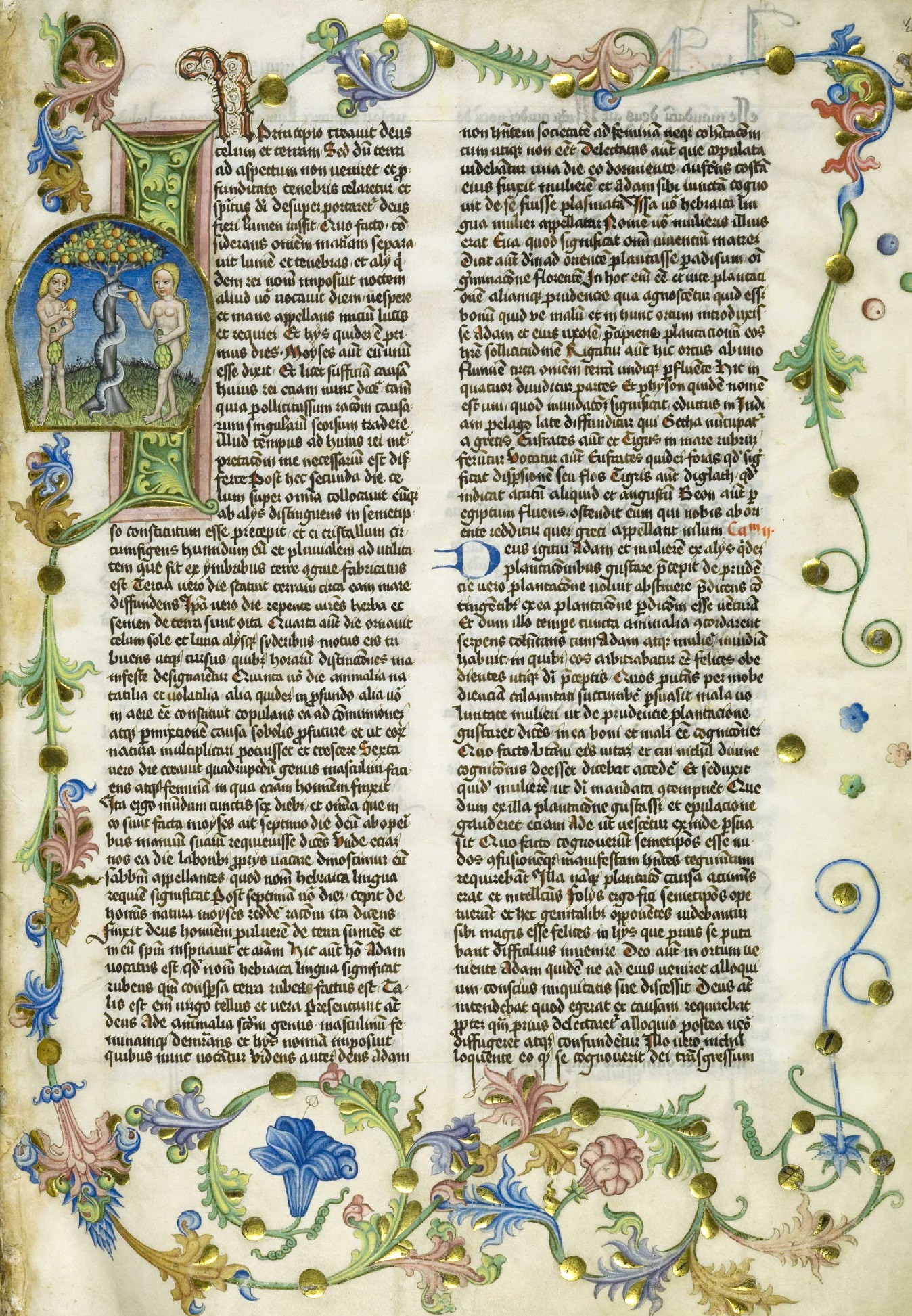
Una pàgina de la còpia del 1466 sobre les Antiguitats dels Jueus

Els textos romans que va escriure l'historiador jueu Flavi Josep al segle i inclouen referències a Jesús i als orígens del Cristianisme.
El llibre de Flavi Josep Antiguitats judaiques, escrit entre el 93-94 dC, inclouen dues referències a Jesús a 18 i 20. Dels dos passatges, els historiadors utilitzen el Llibre 20 com una prova de l'existència de Jesús i el Llibre 18 a la seva crucifixió. Flavi Josep dona fe de l'existència de Jesús com una persona històrica, que alguns dels seus contemporanis consideraven el Messies. Segons Bart Ehrman, el passatge de Flavi Josep sobre Jesús va ser alterat pels escrivents cristians, incloent-hi la referència de Jesús com a Messies.
| «                          | «Essent d'aquesta manera, Annàs va considerar que era un bon moment quan Fest va morir i Albí encara estava de viatge; va convocar una assemblea de jutges i va fer comparèixer Jaume, germà de Jesús anomenat Crist, i alguns altres, i va presentar contra ells l'acusació de ser transgressors de la llei, i els va condemnar a lapidar-los». | » |
| — Antiguitats judaiques20. | |   |

Un argument textual en contra de l'autenticitat del passatge és que l'ús del terme "Crist" sembla que era estrany per a Flavi Josep. L'argument es basa també en l'ordre del document, ja que la menció a Jesús apareix a les Antiguitats dels Jueus abans del de Joan Baptista, el que podria haver estat modificat per un cristià. Un altre possible argument en contra de l'autenticitat del passatge és que no hi hagués cap referència a Jesús al text primigeni.
El passatge tracta de la mort, a Jerusalem, de "Jaume el germà de Jesús". Tot i que les obres de Flavi Josep es refereixen a almenys vint persones diferents amb el mateix nom de pila que Jesús, el passatge especifica explícitament que aquest Jesús fou "el que va ser anomenat Crist". Louis Feldman indica que el passatge, juntament amb altres, evidencia que Josep va dir alguna cosa sobre Jesús.
L'erudició moderna ha reconegut d'una manera gairebé universal l'autenticitat de la referència al Book 20, Chapter 9, 1 de les "Antiguitats judaiques" sobre "el germà de Jesús, que va ser anomenat Crist, que s'anomenava Jaume", i considera que és un dels textos amb més arguments d'autenticitat entre tots els documents de Flavi Josep sobre el Cristianisme.
| «                                | «En aquella època, un home savi anomenat Jesús va tenir una bona conducta i era conegut per ser virtuós. Va tenir com a deixebles moltes persones dels jueus i d'altres pobles. Pilat el va condemnar a ser crucificat i morir. Però els qui s'havien fet deixebles seus no van abandonar el seu mestratge i van contar que se'ls va aparèixer als tres dies de la crucifixió i estava viu, i que per això podia ser el Messies de qui els profetes havien dit coses meravelloses». | » |
| — Antiguitats judaiques18:63-64. | |   |

El Testimoni flavià és el nom que reben els paràgrafs 63 i 64 del capítol XVIII de l'obra Antiguitats judaiques, on Flavi Josep descriu la condemna i crucifixió de Jesús en mans de les autoritats romanes. Els acadèmics han mostrat diverses opinions sobre l'autenticitat total o parcial de la referència en el passatge de l'execució de Jesús per Ponç Pilat. Si bé probablement té alguna petita part no autèntica, existeix un ampli consens en què originalment el llibre tenia un nucli autèntic amb una referència cristiana a l'execució de Jesús. Encara que la naturalesa exacta i l'abast de la redacció cristiana segueixen essent incerts, hi ha un ampli consens sobre l'autenticitat del text original del Testimonium de Flavi Josep.
Alguns estudiosos han qüestionat per què les referències que hi ha a les Antiguitats judaiques (90 dC) no apareixen a altres obres anteriors de Flavi Josep com La guerra dels jueus (70 dC), escrita vint anys abans. L'argument per explicar-ho és que els cristians s'havien tornat més importants a Roma i per això van ser objecte d'atenció de les Antiguitats judaiques.
Hi ha diferències entre l'explicació de Flavi Josep i la del Nou Testament de la mort de Jaume. Els estudiosos solen considerar que aquestes diferències són arguments que descarten que els cristians haguessin pogut incorporar algunes coses als textos de Flavi Josep, perquè els cristians haurien escrit un text que estigués més d'acord amb les tradicions cristianes. Robert Eisenman ofereix el que assegura que són nombroses fonts cristianes que confirmen el testimoni de Flavi Josep sobre que Jaume era el germà de Jesús.

### El Talmud

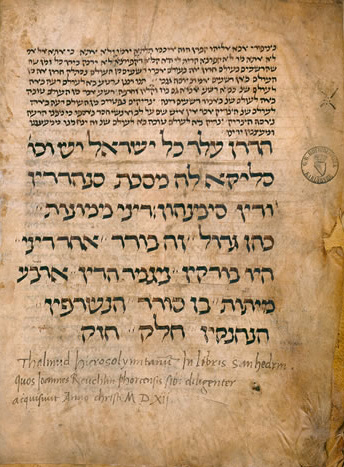
Una pàgina del Talmud del segle XII

El Talmud de Babilònia, un text d'autoritat màxima per al judaisme, acabat de compilar al segle v, en diverses ocasions inclou possibles referències a Jesús utilitzant els termes "Yeshu", "Yeshu ha-Notzri", "ben Stada", i "ben Pandera". Algunes d'aquestes referències probablement es remunten al període Tannaitic (0-220 dC). En alguns casos, no és clar si les referències són a Jesús o a altres persones, i els erudits segueixen debatent el seu valor històric i quines referències, si n'hi ha, poden referir-se a Jesús de Natzaret.
Robert Van Voorst afirma que l'escassetat de referències dels jueus a Jesús no és d'estranyar, tenint en compte que Jesús no era un tema important per als jueus durant el primer segle. Després de la devastació causada pel Setge de Jerusalem del 70 dC, els estudiosos jueus es van centrar en la preservació del judaisme en si, en comptes de prestar molta atenció al cristianisme. Robert Eisenman sosté que la derivació de Jesús de Natzaret des del terme "ha-Notzri" és impossible per raons etimològiques, i apunta més aviat a què es feia servir el terme "the Natzirite" en comptes de "the Nazarene".
Van Voorst escriu que, encara que hi ha diverses referències del Talmud que són objecte de debat, generalment es considera que al fragment conegut com a Sanedrí 43a del Talmud (que generalment es considera la referència més important de Jesús a la literatura rabínica) es pot confirmar que Jesús és el tema del passatge, no només per la mateixa referència, sinó pel context que l'envolta, i no hi ha dubte que es refereix a la mort de Jesús de Natzaret. Christopher M. Tuckett afirma que si s'accepta que Sanedrí 43a del Talmud es refereix a Jesús de Natzaret a continuació s'ha d'acceptar l'existència de Jesús i la seva execució.
Andreas Kostenberger afirma que la cita és una referència del període Tannaitic (0-220 dC) al judici i la mort de Jesús a la Pasqua, i que és molt probable que fos escrita abans que les altres referències que hi ha de Jesús al Talmud. La frase reflexteix l'hostilitat cap a Jesús entre els rabins i inclou aquest text:
| «                       | «Hi ha enunciats fiables sobre el fet que el seu nom era Yeshua (Yeshu) de Natzaret, que “va practicar la fetilleria” (és a dir, que va realitzar miracles com era corrent en aquells dies) i la seducció, i que conduïa Israel pel mal camí; que es va burlar de les paraules dels savis i va comentar l'Escriptura de la mateixa forma que els fariseus; que va tenir cinc deixebles; que va dir que no havia vingut per abrogar res de la Llei ni per afegir-li cosa alguna; que va ser penjat d'una fusta (crucificat) com a fals mestre i seductor, la vespra de Pasqua (que va caure en dissabte); i que els seus deixebles guarien malalties en el seu nom». | » |
| — Talmud, Sanedrí VI, 1 | |   |

Peter Schäfer afirma que no hi pot haver cap dubte sobre que el relat de l'execució de Jesús al Talmud es refereix a Jesús de Natzaret, però afirma que la literatura rabínica en qüestió no és del període Tannaític (0-220 dC) sinó de l'Amoraic (220-500 dC) i es podria haver inspirat en els evangelis cristians, i podria ser-ne una resposta. Tant Bart Ehrman com Mark Allan Powell afirmen que atès que les referències del Talmud són tardanes, no poden donar cap informació històrica fiable sobre els ensenyaments i accions de Jesús durant la seva vida.
Una altra referència de principis del segle ii de la literatura rabínica és el fragment II 22 de la Tosefta, una de les tres fonts legals de la literatura rabínica, al costat de la Mixnà i el Talmud. Aquest text indica que el rabí Eleazar ben Dama va ser mossegat per una serp i un altre rabí es va negar a curar-lo en nom de Jesús per perquè estava en contra de la llei, i així va morir. Aquest passatge reflecteix l'actitud que tenien els primers oponents jueus a Jesús, és a dir, que consideraven que Jesús havia fet miracles amb els poders del mal.
Eddy i Boyd, que qüestionen el valor de diverses de les referències del Talmud, afirmen que la importància del Talmud per la recerca històrica de Jesús és que mai nega l'existència de Jesús, però l'acusa de bruixeria, el que confirma indirectament la seva existència. Tant R. T. France com Edgar V. McKnight afirmen que les contradiccions o divergències entre els textos del Talmud i els escrits cristians són una prova de què aquesta persona va existir. Craig Blomberg assenyala que la negació de l'existència de Jesús mai va ser part de la tradició jueva, que en canvi sí que el va acusar d'haver estat un bruixot i un mag, unes acusacions que també es troben en el filòsof Cels. Andreas Kostenberger afirma que la conclusió general que es pot extreure de les referències en el Talmud és que Jesús va ser un personatge històric, l'existència del qual mai va ser negada per la tradició jueva, que en canvi es va centrar a desacreditar-lo.

### Qumran
Els Manuscrits de la Mar Morta del segle i dC o anteriors són escrits que mostren el llenguatge i els costums d'alguns jueus durant l'època de Jesús. Els erudits com ara el Henry Chadwick consideren que hi ha usos del llenguatge i punts de vista semblants entre el Nou Testament i els Manuscrits de la Mar Morta que demostren que la informació del Nou Testament sobre la primera època del segle i dC no és un text escrit posteriorment. No obstant això, la relació entre els rotllos de la Mar Morta i la historicitat de Jesús ha estat objecte de teories molt controvertides, i encara que segueixen apareixent-ne de noves, no hi ha consens general sobre el seu impacte sobre la historicitat de Jesús tot i la utilitat dels rotllos per conèixer les tradicions jueves del primer segle. Entre aquestes teories hi ha les del papiròleg Josep O'Callaghan Martínez, que demostraria que entre els texts de Qumran hi hauria parts del Nou Testament però que ha estat rebutjada per la comunitat científica.

## Fonts romanes
Gai Suetoni Tranquil (70 - 126) fou un escriptor llatí de l'època imperial, exponent fonamental del gènere biogràfic, que va ocupar càrrecs importants sota l'emperador Hadrià, i bastants més sota Trajà, i tenia accés als documents més importants dels arxius imperials, motiu pel qual es valoren especialment les seves referències a Jesús. Per la seva banda, l'historiador romà Gaius Corneli Tàcit (56 - 118), fou un senador, cònsol i governador romà. Home auster i enginyós, i historiador que intentava ser imparcial, va exercir diverses magistratures en els períodes de Vespasià i Titus, i va ser pretor amb Domicià, i també esmenta Jesús amb el nom de Crestus. Per altra banda Gai Plini Cecili Segon (Como, 61 – Nicomèdia, 113) fou un polític i escriptor llatí anomenat Plini el Jove, per distingir-lo de l'oncle homònim Plini el Vell, i se'n conserva una carta demanant consell sobre quines polítiques havia de seguir amb els cristians.

### Suetoni

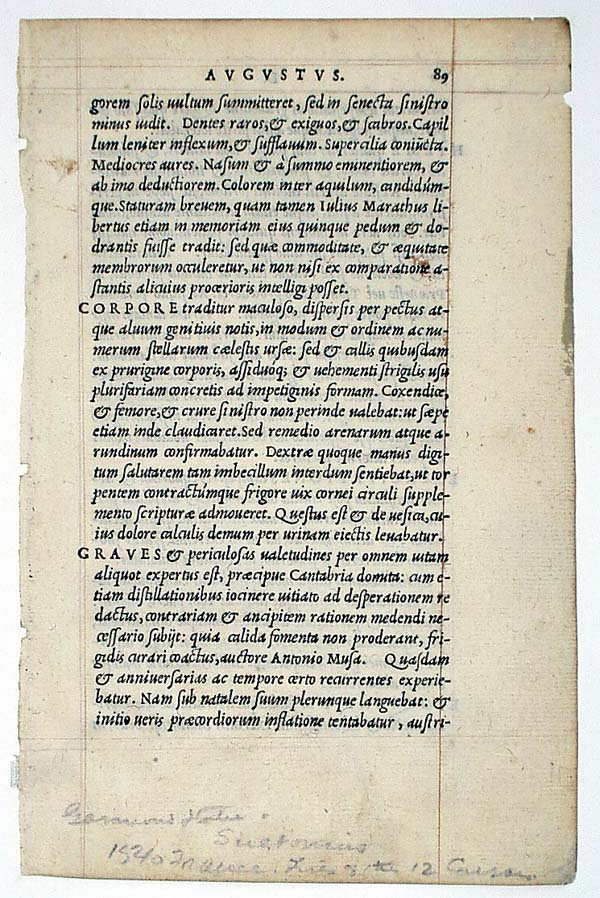
Una còpia del 1540 de Vides dels dotze cèsars de Suetoni

L'historiador romà Suetoni va fer referència a l'Església primitiva i al seu líder en la seva obra Vides dels dotze cèsars, escrita l'any 121 dC. Concretament, apareixen referències de Jesús a Claudius 25 i Nero 16, on es descriu la vida dels emperadors romans Claudi i Neró. El passatge 16 de Neró es refereix als abusos que va cometre i esmenta com va castigar els cristians - que generalment es data al voltant de l'any 64 dC. Aquest passatge mostra el menyspreu de Suetoni per als cristians - el mateix menyspreu expressat per Tàcit i Plini el Jove en els seus escrits. Un anterior passatge de Claudi podria incloure una referència a Jesús, però és subjecte de debat entre els estudiosos. A Claudi 25 Suetoni es refereix a l'expulsió dels Jueus per part de Claudi perquè "constantment feien disturbis per instigació de Crest" (sic).
| «                                       | «Sota aquest regnat es van reprimir i castigar molts abusos, dictant reglaments molt severs (...) Neró va infligir suplicis als cristians, un tipus d'homes d'una puperstició nova i maligna». | » |
| — Suetoni Vides dels dotze cèsarsXVI, 2 | |   |

La referència a Claudi 25 indica que l'agitació de la comunitat dels Jueus va fer que Claudi decidís expulsar-los, un fet que probablement és el mateix que es recull als Fets dels Apòstols (18:2). La majoria dels historiadors daten l'expulsió al voltant de l'any 49-50 dC. Suetoni diu que el "líder dels cristians" era Crest, amb la mateixa paraula que en alguns moments l'anomena Tàcit, i que era una paraula utilitzada per 
 pels que significava bo o útil. No obstant això, Suetoni es confon al passatge perquè suposa que Crest era viu en el moment de l'agitació dels Jueus a Roma. La confusió de Suetoni debilita el valor històric de la seva referència en conjunt i no hi ha un acord acadèmic general sobre el seu valor com a referència de Jesús. No obstant això, la confusió de Suetoni també és un argument en contra del fet que els cristians haguessin afegit parts al text, perquè un escriba cristià no hauria confós els jueus amb els cristians.
La majoria dels estudiosos suposen que a la referència a Jesús s'entén i que els disturbis mencionats foren durant el temps de l'Església primitiva. No obstant això, els experts estan dividits sobre el valor de la referència de Suetoni. Alguns acadèmics com Craig A. Evans, John P. Meier i Craig S. Keener el veuen com una probable referència a Jesús. D'altres com Stephen Benko i H. Dixon Slingerland consideren que el text té poc o cap valor històric.

### Tàcit

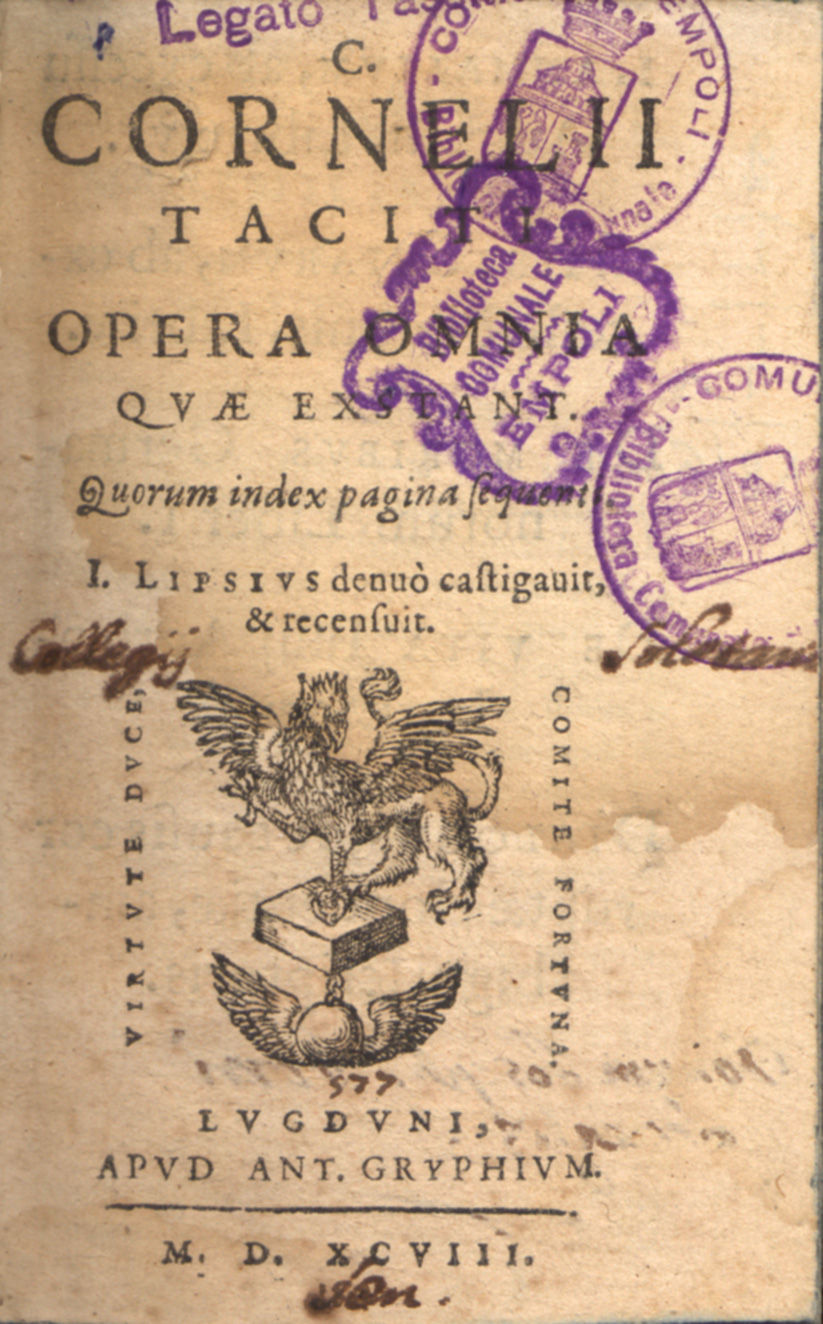
Una pàgina de l'edició del 1598 d'un llibre de Tàcit, conservat a Itàlia

L'historiador i senador romà Tàcit es refereix a Jesús de Natzaret, a la Crucifixió de Jesús per Ponç Pilat i a l'existència de l'Església primitiva a Roma al final del seu llibre Annals (escrit al 116 dC), llibre 15, capítol 44. El passatge més rellevant indica:
| «                        | «Per acabar amb els rumors, Neró va presentar com culpables i va sotmetre als turments més rebuscats als qui el populatxo anomenava crestians, farts de les seves ignomínies. Crest, d'on es va originar el seu nom, va ser executat durant el regnat de Tiberi a mans d'un dels nostre procuradors, Ponç Pilat.». | » |
| — Annals (Tàcit) XV, 44. | |   |

Els estudiosos consideren en general que la referència de Tàcit a l'execució de Jesús per Ponç Pilat és autèntica i que el seu valor històric com a font romana independent sobre els primers cristians és tan vàlida com la referència a altres esdeveniments històrics. Eddy i Boyd sostenen que actualment està "fermament establert" que Tàcit proporciona una confirmació no cristiana de la crucifixió de Jesús. Encara que alguns estudiosos qüestionen la fiabilitat de Tàcit perquè va néixer 25 anys després de la crucifixió de Jesús, és una dada a la qual d'altres no donen importància. William L. Portier ha declarat que la coherència de les referències de Tàcit, Flavi Josep i les cartes de l'emperador Trajà de Plini el Jove reafirmen la validesa de les tres fonts.
Tàcit va ser un patriòtic senador de Roma i els seus escrits no mostren simpatia cap als cristians. Tant Andreas Köstenberger com Robert E. Van Voorst afirmen que el to del passatge cap als cristians és massa negatiu per haver estat escrit per un escriba cristià, una conclusió compartida per John P. Meier Robert E. Van Voorst indica que "de tots els escriptors romans, Tàcit ens dona la informació més precisa sobre Crist". John Dominic Crossan considera que el passatge és important en l'establiment de l'existència i crucifixió de Jesús i diu: "que fou crucificat és tan segur com qualsevol altra cosa històrica pot arribar a ser, ja que tant Flavi Josep com Tàcit estan d'acord amb els relats cristians en almenys aquest fet bàsic." Bart D. Ehrman afirma que "l'informe de Tàcit confirma el que sabem d'altres fonts, que Jesús va ser executat per ordre del governador romà de Judea, Ponç Pilat, en algun moment durant el regnat de Tiberi."
Alguns estudiosos han debatut sobre el valor històric del passatge perquè Tàcit no revela la font de la informació. Gerd Theissen i Annette Merz argumenten que Tàcit s'hauria pogut basar en obres històriques anteriors de què actualment ja no disposem, com havia fet en altres casos. També sostenen que es podria haver servit de fonts oficials d'un arxiu romà, tot i que en aquest cas no s'entendria per què diu que Ponç Pilat fou prefecte en comptes de procurador. Theissen i Merz sostenen que Tàcit ens dona una descripció dels prejudicis generalitzats sobre el cristianisme i alguns detalls precisos sobre Crist i el Cristianisme, però que l'origen encara no és clar. No obstant això, Paul R. Eddy ha assenyalat que, donada la seva posició com a senador, Tàcit també és probable que hagués tingut accés als documents oficials de l'època romana i que no hauria necessitat altres fonts.

### Plini el Jove
El governador de la província romana de Pontus i Bitínia Plini el Jove (61 - 112 dC) va escriure a l'emperador Marc Ulpi Trajà per explicar-li com s'havien de tractar als cristians, que estaven en contra d'adorar l'emperador i defensaven l'adoració de Jesucrist. Charles Guignebert, que no dubta que el Jesús dels Evangelis va viure a Galilea al segle i, descarta que aquesta carta sigui una evidència vàlida per provar la historicitat de Jesús.
| «                                                                                  | «He considerat summament necessari arrancar la veritat, fins i tot mitjançant la tortura, a dos esclaves que anomenaven servidores. Però no vaig aconseguir descobrir res més que una superstició irracional desmesurada. Per això, suspenent la investigació, recorro a tu per demanar-te consell. L'assumpte m'ha semblat digne de tal consulta, sobre tot pel gran nombre de denunciats. Són molts, de fet, de totes les edats, de tota classe social, d'ambdós sexes, els que estan o seran posats en perill.». | » |
| — Plini el Jove, Epistolarum ad Traianum Imperatorem cum eiusdem Responsis, X, 96. | |   |

## Fonts sirianes i gregues
Es coneix Mara Bar Serapió per ser l'autor d'una carta en siríac de finals del segle i o principis del II que actualment es troba al Museu Britànic de Londres. El presoner escriu al seu fill demanant-li que cerqui la saviesa i parla de Jesús com un referent al costat de Sòcrates i Pitàgores. Més dades es tenen de Llucià, un important escriptor grec amb arrels sirianes del que se'n conserva un text burlant-se de Jesús. Nascut a Samòsata a la Commagena vers el 120, Llucià va viure a Jònia, Grècia, Itàlia i la Gàl·lia abans de tornar a Síria i morir a Egipte vers el 190. De l'historiador grec Tal·los, que va viure al segle i, només se'n coneix la referència a una obra seva que podria parlar de Jesús, tot i que no se sap amb certesa si ho feia. Finalment, el filòsof grec Cels, que va viure en el segle ii, va escriure una sèrie de textos contra el cristianisme als que s'oposà Orígenes.

### Mara Bar Serapió
Mara Bar Serapió (fill d'Eli Serapió) fou un filòsof estoic de la província romana de Síria. En algun moment entre el 73 dC i el segle tercer, Mara va escriure una carta en siríac al seu fill, també anomenat Serapió, que contindria una primerenca referència a la Crucifixió de Jesús.
| «                                      | «Quin avantatge van obtenir els atenencs quan van matar Sòcrates? Carestia i destrucció els van caure a sobre com un judici pel seu crim. Quin avantatge van obtenir els homes de Samo quan van cremar viu Pitàgores? En un instant la seva terra va ser coberta de sorra. Quin avantatge van obtenir els jueus quan van condemnar a mort al seu rei savi? Després d'aquell fet el seu regnat va ser abolit. Justament Déu va venjar aquells tres homes savis: els atenencs van morir de fam; els habitants de Samo van ser llançats al mar; els jueus, destruïts i expulsats del seu país, viuen en la dispersió total. Però Sòcrates no va morir definitivament, continuà vivint dels ensenyaments de Plató. Pitàgores no va morir: va continuar vivint a l'escultura d'Hera. Ni tampoc el rei savi va morir de veritat: va continuar vivint en els ensenyaments que havia donat.». | » |
| — Mara Bar Serapió, Carta al seu fill. | |   |

La carta es refereix al tracte injust dels «tres reis mags»: l'assassinat de Sòcrates, la crema de Pitàgores i l'execució del «rei savi dels Jueus», en referència a Jesús. L'autor explica que en els tres casos el delicte es traduirà en el futur càstig diví dels responsables i que quan els savis són oprimits, no només triomfa la seva saviesa al final, sinó que Déu castiga els seus opressors.
La carta no inclou temes cristians i l'autor presumeix de ser pagà. Alguns estudiosos veuen la referència a l'execució del "rei savi" dels Jueus com una primerenca referència dels no cristians a Jesús. Els arguments que donen suport a l'origen no cristià de la carta inclouen l'observació que "el rei dels Jueus" al text no és considerat un títol cristià, i que la defensa que Jesús perviu per la saviesa dels seus ensenyaments, cosa que contrasta amb la concepció cristiana que Jesús continua vivint mitjançant la seva resurrecció.
Estudiosos com Robert Van Voorst troben pocs dubtes en el fet que la referència a l'execució del "rei dels Jueus" és sobre la crucifixió de Jesús. Altres com Craig A. Evans treuen valor a la carta tenint en compte que la data és incerta i que la referència podria considerar-se ambigua.

### Llucià
L'escriptor grec amb arrels sirianes Llucià, nascut el 115 dC i conegut com un conferenciant itinerant satíric grec va escriure burlant-se de la ignorància i credulitat dels seguidors de Jesús. Atès que la comprensió de Llucià dins les tradicions cristianes té llacunes i errors significatius, la seva escriptura és poc probable que hagi estat influenciada pels mateixos cristians, i pot considerar-se una declaració independent sobre la crucifixió de Jesús. No obstant això, atesa la naturalesa satírica del text, Llucià podria haver embellit les històries que va escoltar i per això el seu relat no pot tenir un alt grau de fiabilitat històrica.

### Tal·los
L'historiador grec Tal·los, de qui se'n sap molt poc i no s'ha conservat cap escrit, va escriure una història entre mitjans i finals del segle i dC, de la qual parla Eusebi de Cesarea. L'escriptor del segle iii Sext Juli Africà en fa una referència al tercer llibre de la seva Història, on parla del període de foscor descrit als passatges de la crucifixió de tres dels evangelis. No se sap si Tal·los va fer cap menció als passatges de la crucifixió, i si ho hagués fet, seria la primera referència canònica a un episodi de l'Evangeli, però la seva utilitat en la determinació de la historicitat de Jesús és incerta.

### Cels
El filòsof grec del segle ii Cels va produir el primer atac a gran escala sobre el cristianisme. El document de Cels no va sobreviure però al segle iii el Pare de l'Església Orígenes el va replicar, i tot el que es coneix de l'escriptura de Cels és a través de la resposta d'Orígenes. Segons Orígenes, Cels va acusar Jesús de ser un mag i un bruixot. Si bé les declaracions de Cels poden semblar una confirmació dels miracles de Jesús, tenen poc valor històric perquè la redacció original no es pot examinar.

## Fonts cristianes
Els primers cristians van escriure diversos llibres, memòries i relats sobre Jesús. Els més famosos són els evangelis de Mateu, Marc, Lluc i Joan. Tots menys un van ser escrits entre 50 i 70 anys després de la mort de Jesús, menys l'Evangeli segons Marc que es creu que va ser anterior, i l'últim Evangeli segons Joan. Blainey escriu que el text més antic d'un cristià és una breu carta de Sant Pau: la Primera Epístola als Tessalonicencs, que va aparèixer uns 25 anys després de la mort de Jesús Aquesta carta, malgrat la seva importància en la descripció dels problemes del desenvolupament del gentilici cristianisme, té poca rellevància per la comprensió de la vida del Jesús històric.
Bart Ehrman, Robert Eisenman i altres crítics que parteixen d'un punt de vista cristià tradicional, en l'avaluació dels problemes que implica la investigació històrica de Jesús, diuen que els Evangelis són plens d'informacions dispars, i es van escriure dècades després de la mort de Jesús, per autors que no havien estat testimonis dels esdeveniments en la vida de Jesús. Van ser escrits per persones que no el coneixien ni van veure-li fer ni explicar res, i que parlaven un idioma diferent del de Jesús. Però les seves explicacions no deixen de ser interessants, són narracions produïdes pels cristians que realment creien en Jesús, i no eren immunes a la inclinació de les històries a la llum dels seus prejudicis.

### Epístoles paulines

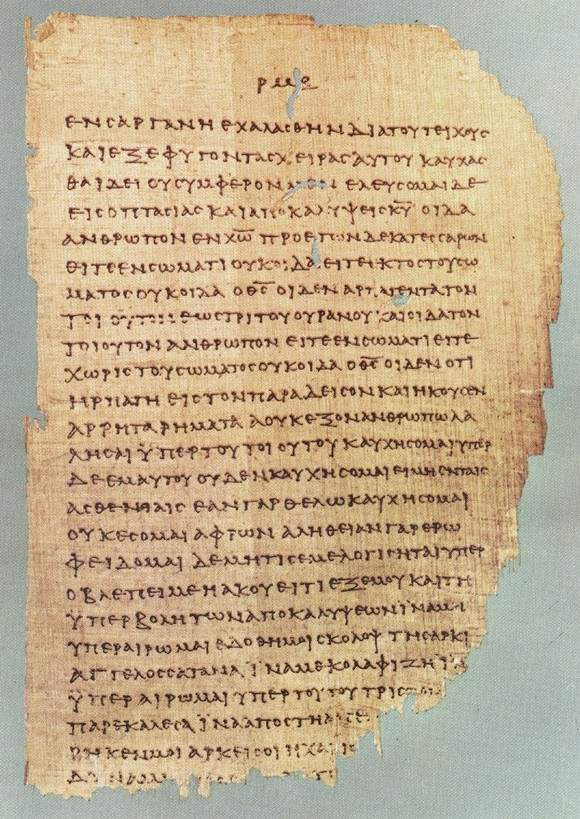
Una pàgina del segon llibre dels Corintis en papir de l'any 200

Les Epístoles paulines proporcionen informació rellevant sobre Jesús encara que es prescindeixi de les altres fonts cristianes. Aquests escrits no aporten una narració de la vida de Jesús, però afegeixen alguns elements específics a part de la seva crucifixió i mort. Els estudiosos no dubten que les cartes van ser escrites per Pau. Pau no era un company de Jesús, sinó que afirma que la seva informació prové del fet que l'esperit sant li va manifestar després de la mort de Jesús.

#### Validesa
De les tretze cartes que porten el nom de Pau, set són considerades autèntiques per gairebé tots els estudiosos, i les altres es consideren pseudoepigràfiques. Les 7 cartes indiscutibles (i les seves dates aproximades) són: Primera Epístola als Tessalonicencs (ca. 51 dC), Epístola als Filipencs (ca. 52-54 dC), Epístola a Filemó (ca. 52-54 dC), Primera Epístola als Corintis (ca. 53-54 dC), Epístola als Gàlates (ca. 55 dC), Segona Epístola als Corintis (ca. 55-56 dC) i Epístola als Romans (ca. 55-58 dC). L'autenticitat d'aquestes cartes és acceptada per gairebé tots els estudiosos, i han estat referència i objecte d'interpretació per autors antics com Orígenes i Eusebi de Cesarea.
Les epístoles paulines són datades entre el 50 i el 60 dC, el que significa que són els textos cristians més antics amb informació sobre Jesús que ens han arribat. Aquestes cartes van ser escrites aproximadament vint o trenta anys després de la mort de Jesús, que va ser entre l'any 30 i 36 dC. Les cartes van ser escrites durant un temps en què Pau va tenir diverses trobades amb els deixebles de Jesús, com s'explica a Gàlates 1:18, on s'afirma que diversos anys després de la seva conversió, Pau va anar a Jerusalem i es va quedar amb l'apòstol Pere durant 15 dies. Durant aquest temps, Pau discuteix la naturalesa del missatge de Jesús amb el "germà de Jesús" anomenat Jaume, quan parlen sobre la conveniència o no de seguir alguns elements culturals jueus com les restriccions d'aliments kosher i la circumcisió.
Les cartes de Pau no van ser pensades per fer una narració completa de la vida de Jesús, sinó que només pretenien exposar els ensenyaments cristians. Des del punt de vista de Pau, la vida terrenal de Jesús va tenir menys importància que la teologia de la seva mort i resurrecció, un tema que impregna els seus escrits. No obstant això, les cartes paulines indiquen clarament que Jesús, per Pau, era una persona real nascut d'una dona (com a Ga 4:4) que tenia deixebles (1 Co 15:5), fou crucificat (1 Co 2:2 i Ga 3:1) i que va ressuscitar d'entre els morts (1 Co 15:20, Rm 1:4, Rm 6:5 i Fl 3:10-11). I les cartes reflecteixen el concepte general que hi havia dins de l'Església primitiva cristiana sobre l'existència de Jesús, la seva crucifixió i la resurrecció d'entre els morts.
Les referències de Pau a Jesús en si mateixes no proven l'existència de Jesús, però sí que estableixen que l'existència de Jesús era acceptada entre els primers cristians (incloent-hi la comunitat cristiana de Jerusalem) trenta anys després de la mort de Jesús.

#### Aportacions

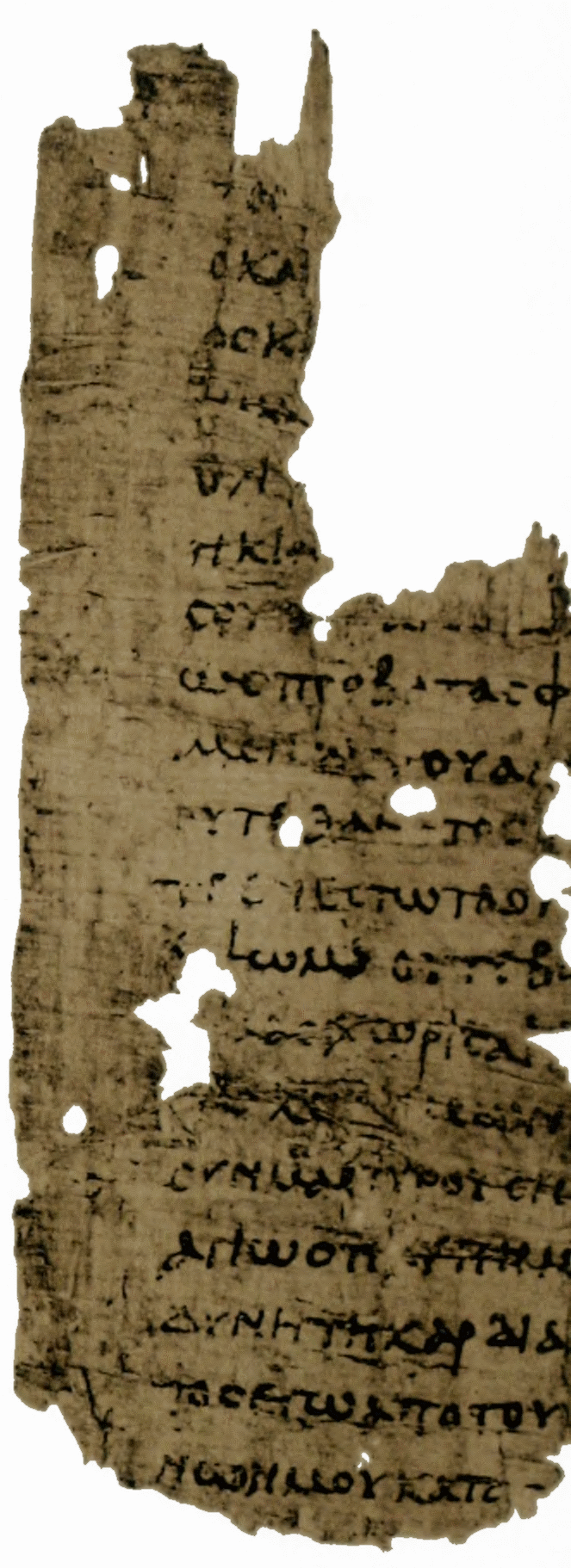
Còpia del de l'Epístola als Romans de papir

Les set epístoles paulines que són àmpliament considerades com autèntiques fan algunes de les aportacions claus, que juntament amb altres elements històrics, són la base dels estudis sobre la historicitat de Jesús:
- Existència de Jesús: Que Pau considerava que Jesús va existir i era un jueu està basat en Gàlates 4:4 on diu que va néixer d'una dona i Romans 1:3 que diu que "va néixer sota la llei".[7][107][121] Alguns estudiosos com Paul Barnett sostenen que això indica que Pau tenia certa familiaritat amb les circumstàncies del naixement de Jesús, però aquesta reflexió no és compartida entre els estudiosos en general.[117][122] Aquestes paraules no demostren que Pau tingués un especial interès per la vida de Jesús abans de la seva crucifixió.[117]
- Deixebles i germans: 1 Corintis 15:5 afirma que Pau sabia que Jesús tenia 12 deixebles i considera que Pere era un d'ells.[7][121][123] 1 Corintis 1:12 assenyala, a més, que Pere era conegut a Corint abans de la redacció d'aquesta carta, ja que se suposa que estava familiaritzat amb Cefes o Pere.[124][125] Les paraules a 1 Corintis 15:5 indiquen "els dotze" com a referència dels dotze apòstols era un terme generalment conegut dins de l'Església cristiana a Corint perquè no es veu amb la necessitat d'explicar-ho.[126] Gàlates 1:18 demostra que Pau coneixia personalment a Pere i es va quedar amb ell a Jerusalem durant 15 dies, uns tres anys després de la seva conversió.[127] Això també implica que Pere ja era conegut pels cristians de Gàlates i per això no fa cap introducció.[128] 1 Corintis 9:5 i Gàlates 1:19 afirmen que Jesús va tenir germans i que un es diu Jaume, a qui Pau va trobar o almenys va veure.[7][7][108][121] Jaume va ser reclamat pels primers escriptors cristians com Orígenes i Eusebi de Cesarea per haver estat el líder dels seguidors de Jesús, després de la mort del seu germà, i per haver estat el primer bisbe o arquebisbe de Jerusalem.
- Traïció i rituals: Que Jesús va ser traït i va establir algunes tradicions, com l'Eucaristia es deriva d'1 Corintis 11:23-25, on diu: "El Senyor Jesús, la nit en què va ser entregat, prengué pa, donà les gràcies, el partí i digué: això és el meu cos, que entrego per vosaltres: feu això en memòria meva".[7][121]
- Crucifixió: Les cartes paulines inclouen diverses referències a la crucifixió de Jesús com 1 Corintis 11:23, 1 Corintis 2:2 o Gàlates 3:1, entre d'altres.[7][121] La mort de Jesús és un element central de les cartes paulines.[118] 1 Tessalonicencs 2:15 fa responsable de la mort de Jesús a alguns jueus.[7][121] Per això 1 Tessalonicencs 2:14-16 afirma que els jueus "van matar el Senyor Jesús" i "ho vam fer nosaltres" indicant que la mort de Jesús es va fer al mateix temps que la persecució de Pau.[129]
- Enterrament: 1 Corintis 15:4 i Romans 6:4 afirmen que després de la seva mort, Jesús va ser enterrat, però no esmenta cap tomba[121] Aquesta referència és utilitzada per Pau per parlar de la teologia de la resurrecció, però reflecteix la creença popular sobre el moment en què Jesús va ser enterrat després de la seva mort.[130][131]

El fet que només existeixin aquestes referències sobre Jesús en les epístoles paulines ha donat lloc a les crítiques de G. A. Wells, que generalment és acceptat com el líder del moviment per negar la historicitat de Jesús. Quan Wells seguia negant l'existència de Jesús, va criticar les epístoles paulines perquè no esmenten elements com Joan Baptista, Judes, o el judici de Jesús i va utilitzar aquest argument per concloure que Jesús no era un personatge històric.
James D. G. Dunn va comentar a Wells que no hi havia cap altre estudiós que compartís aquests plantejaments i la majoria dels erudits tenen altres explicacions plausibles per justificar que Pau no inclogués una narració de la vida de Jesús a les seves cartes, argumentant que eren escrits amb una finalitat principalment religiosa i no històrica, ja que en el moment en què es van escriure podria ser que l'Església primitiva ja conegués molt bé la vida de Jesús. Dunn afirma que malgrat els arguments de Wells, les teories de la no existència de Jesús són "teories ben mortes".
Si bé Wells ja no nega l'existència de Jesús, ha respost a Dunn que els seus arguments del silenci no només no es poden aplicar a Pau, sinó a tots els autors cristians primitius, i que encara té una mala opinió dels primers texts cristians, i que manté que segons els escrits de Pau l'existència de Jesús podria haver estat diverses dècades abans.

#### Credo anterior
Les cartes de Pau de vegades es refereixen a les creences anteriors als seus escrits. Per exemple 1 Corintis 15:3-4 diu: "Primer de tot us vaig transmetre el mateix ensenyament que jo havia rebut: Crist morí pels nostres pecats, com deien ja les Escriptures, i fou sepultat; ressuscità el tercer dia, com deien ja les Escriptures." Romans 1:3-4 es refereix al vers anterior amb mencions als evangelis existents, i en efecte es pot tractar d'una creença anterior.
Una de les claus per identificar tradicions d'abans de Pau és a 1 Corintis 15:11 on indica "Així, doncs, tant si sóc jo com si són ells, això és el que tots prediquem i això és el que vosaltres heu cregut". Aquí Pau es refereix als qui predicaven el credo abans que ell. James Dunn afirma que a 1 Corintis 15:3 indica que Pau hauria transmès ensenyaments sobre Jesús abans dels anys 30.
Les cartes paulines contenen elements originals de les creences anteriors a Pau. L'antiguitat del credo ha estat localitzat per molts estudiosos de la Bíblia menys d'una dècada després de la mort de Jesús, originant de la comunitat apostòlica de Jerusalem Atenent a aquest credo, Campenhausen va escriure que "aquest relat compleix totes les exigències de la fiabilitat històrica que possiblement es poden fer a un text," mentre que A. M. Hunter va dir que "el text, per tant, conserva un testimoni singularment precoç i verificable. Compleix amb totes les exigències raonables de la fiabilitat històrica."
Aquests credos daten de pocs anys després de la mort de Jesús, i es desenvolupen dins de la comunitat cristiana de Jerusalem. Encara que pertanyin als texts del Nou Testament, aquests credos són una font diferent per al cristianisme primitiu. Això indica que l'existència i la mort de Jesús va ser part de la creença cristiana uns anys després de la seva mort i almenys fins una dècada abans de l'escriptura de les epístoles paulines.

### Evangelis

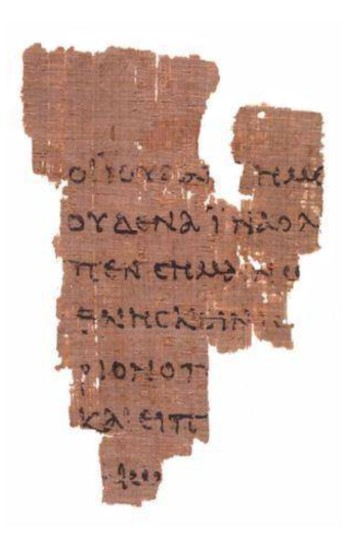
Fragment del papir de Ryland P52, un dels primers manuscrits coneguts del Nou Testament, datat entre el 90 i el 160 dC.

Els quatre evangelis canònics, Evangeli segons Mateu, Evangeli segons Marc, Evangeli segons Lluc, i Evangeli segons Joan, són la principal font per la biografia de Jesús, tant la seva vida com els ensenyaments i fets que se li atribueixen. Els evangelis de Mateu, Marc i Lluc es coneixen com els evangelis sinòptics, del grec σύν (tots junts) i ὄψις (vista), atès que mostren un alt grau de similitud en el contingut, l'organització narrativa, el llenguatge i l'estructura del paràgraf. El quart evangeli, el de Joan, es diferencia dels altres tres en què té un caràcter temàtic més que no pas un format narratiu. Els estudiosos en general estan d'acord que no és possible trobar cap relació directa literària entre els evangelis sinòptics i l'Evangeli de Joan.
Els autors del Nou Testament en general, van mostrar poc interès per elaborar una cronologia de Jesús o una sincronització dels episodis de la seva vida amb la història secular del moment. Els evangelis van ser escrits principalment com documents teològics en el context del cristianisme primitiu deixant la cronologia en un segon terme. Una manifestació del fet que els evangelis són més teològics que històrics és que dediquen aproximadament una tercera part del seu text a tan sols set dies, és a dir, a l'última setmana de la vida de Jesús a Jerusalem. Tot i que els evangelis no proporcionen detalls suficients per satisfer les demandes dels historiadors moderns pel que fa a les dates exactes, els estudiosos els han utilitzat per tal de reconstruir una sèrie de retrats de Jesús. No obstant això, com s'indica a Joan 21:25, els Evangelis no pretenen proporcionar una llista exhaustiva dels esdeveniments en la vida de Jesús.
La fiabilitat històrica dels relats dels evangelis varia segons els diversos estudiosos, tot i que en el baptisme de Jesús i la crucifixió de Jesús hi ha un acord gairebé universal. Tant E.P. Sanders com Craig A. Evans van més enllà i asseguren que el nomenament dels dotze apòstols i l'expulsió dels mercaders del Temple són esdeveniments històricament certs.
Des de la hipòtesi agustiniana per solucionar el problema que presenten els tres evangelis sinòptics, els erudits segueixen debatent l'ordre en què es van escriure, i les influències mútues. Una de les noves hipòtesis, anomenada De la prioritat de Marc, sosté que l'Evangeli de Marc va ser escrit primer, al voltant del 70 dC. Segons aquest enfocament, l'Evangeli de Mateu seria posterior i Lluc hauria estat escrit entre els anys 70 i 100 dC. No obstant això, la hipòtesi més popular és la de la font Q, segons la qual els evangelis no van ser escrits de forma independent, sinó que deriven d'una font comuna anomenada Q. També hi ha la Hipòtesi de les dues fonts que sosté que Mateu i Lluc s'haurien basat en l'Evangeli de Marc i la font Q.
Els evangelis es poden interpretar en tres plans paral·lels: El pla literari permet estudiar els textos des d'una perspectiva textual, el pla històric hi veu de quina manera el cristianisme va començar com un moviment de renovació del judaisme, i una línia teològica que analitza els ensenyaments cristians. En la perspectiva històrica, els evangelis no s'utilitzen simplement per establir l'existència de Jesús com una font aïllada, sinó que el seu contingut es compara i contrasta amb fonts no cristianes i el seu context històric, per tal d'extreure conclusions sobre la historicitat de Jesús.

### Pares de l'Església

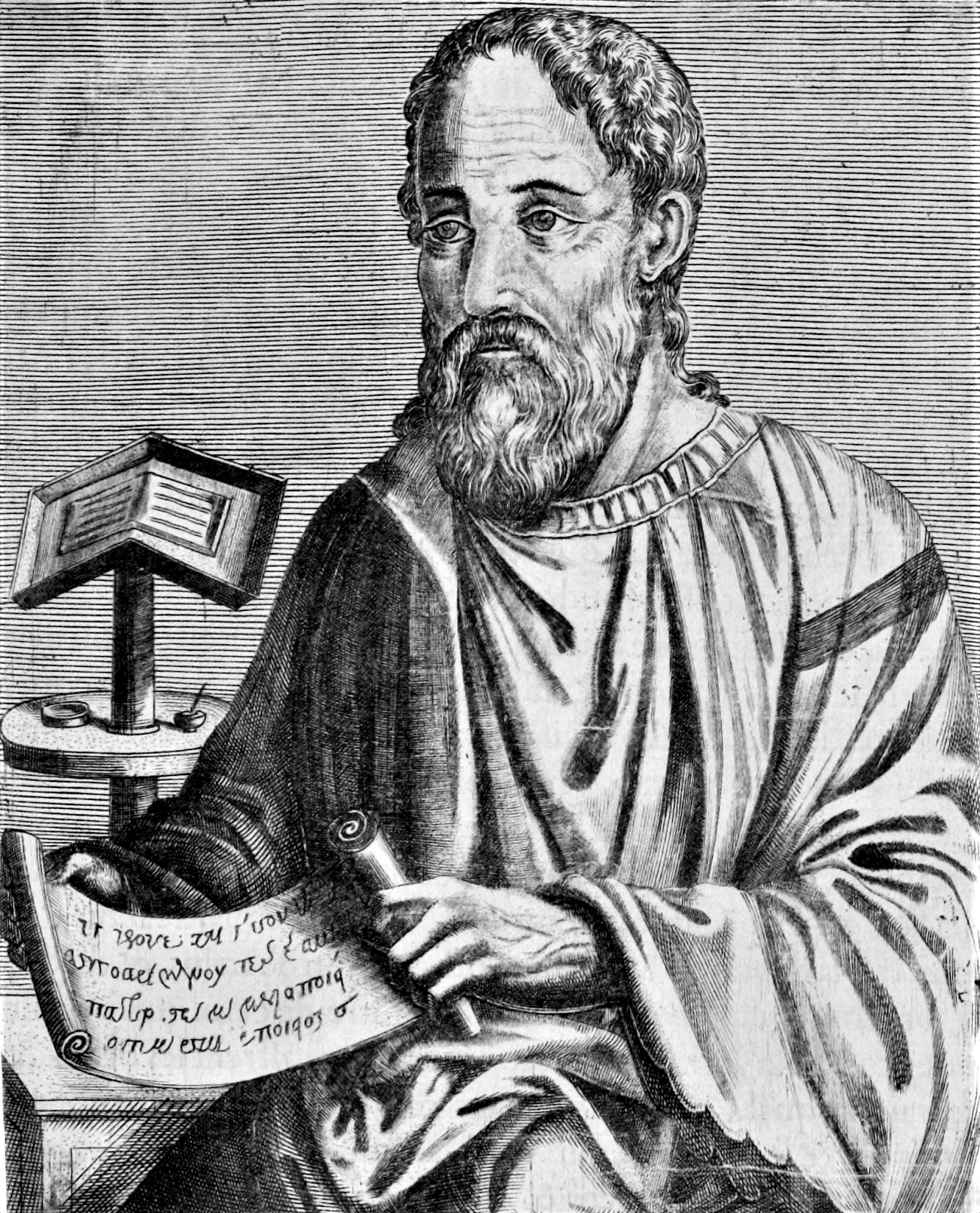
Eusebi de Cesarea

Hi ha dues possibles fonts patrístiques que es poden relacionar amb testimonis oculars de Jesús són les referències de Pàpies de Hieràpolis i Quadrat d'Atenes que explica Eusebi de Cesarea al segle iv.
Els escrits de Pàpies de Hieràpolis no han sobreviscut, però el cita Eusebi de Cesarea dient que "si per casualitat algú que hagués assistit als ancians estigués aquí, jo li preguntaria sobre les paraules dels ancians, sobre el que va dir Andreu o Pere, o Felip, o Tomàs o Jaume, o Joan o Mateu o qualsevol altre dels deixebles del Senyor, i del que Aristó i l'ancià Joan, mentrestant, estaven dient".
Richard Bauckham afirma que Pàpies va recollir informació, cap al 90 dC, de les persones que havien conegut Aristó i l'ancià Joan, deixebles de Jesús, per conèixer detalls de quan encara vivien i ensenyaven a l'Àsia Menor. Tanmateix, la cerca de la identitat exacta de l'ancià Joan entra en conflicte amb l'autoria de l'Evangeli de Joan, i entre els acadèmics no hi ha unanimitat. Per exemple Jack Finegan estableix que Eusebi va poder haver entès malament el que va escriure Pàpies, i l'ancià Joan podria ser una persona diferent de l'autor del quart evangeli, però segons el text segueix sent un deixeble de Jesús. Per altra banda Gary Burge considera que Eusebi es va confondre i sosté que l'ancià Joan era una persona diferent de l'apòstol Joan.
La carta de Quadrat, possiblement el primer apologista cristià, a l'emperador Hadrià (que regnà entre el 117 i el 138 dC) és probable que s'escrigués aviat i Eusebi de Cesarea ho expliqués a la seva Història de l'Església, que al punt 4.3.2 comença dient: "Les paraules del nostre Salvador van estar sempre presents, per ells eren certes: per aquells que van ser curats, els que van ressuscitar dels morts, i pels que no només el van veure en l'acte de ser curats o elevats, sinó que també el van tenir sempre present no només quan el Salvador vivia a la terra, sinó també durant un temps considerable després de la seva partida, de manera que alguns d'ells van sobreviure fins als nostres dies."
Amb "el nostre Salvador" Quadrat es refereix a Jesús i la carta molt probablement es va escriure abans de l'any 124 dC. Bauckham estableix que "el nostre temps" es refereix a la seva vida anterior més que no pas en el moment en què van escriure (117–124), el que seria una referència contemporània a Pàpies. Bauckham afirma que la importància de la declaració atribuïda a Quadrat és que insisteix en el caràcter del "testimoni ocular" que abunda en els escrits de la interacció amb Jesús. Aquestes "declaracions de testimonis oculars" abunden entre els escrits dels primers cristians, en particular amb el pseudònim cristià apòcrif, en evangelis i cartes, per tal de donar-los credibilitat.

### Textos gnòstics i apòcrifs
Diversos textos cristians posteriors, en general del segle ii o més moderns, reben el nom d'Evangelis apòcrifs, entre els quals hi ha els evangelis gnòstics que han estat de gran interès entre els estudiosos. El descobriment del 1945 dels Manuscrits de Nag Hammadi va generar un gran interès acadèmic. No obstant això, la tendència entre els erudits del segle xxi ha estat acceptar que, si bé evangelis gnòstics poden permetre entendre millor l'evolució de les creences cristianes, ofereixen molt poca informació per l'estudi de la historicitat de Jesús, ja que són escrits bastant posteriors que en general consisteixen en dites i relats dels quals es qüestiona la seva autenticitat i autoria, i se sap que en part van ser escrits a partir del Nou Testament. La investigació moderna sobre el Jesús històric no ha dedicat suficient atenció als escrits gnòstics ni tampoc s'ha esmerçat en la comparació entre les fonts jueves, gregues, romàniques i cristianes canòniques.
Per example, Bart Ehrman afirma que els escrits gnòstics de l'Evangeli de Tomàs, que formen part dels Manuscrits de Nag Hammadi, tenen molt poc valor en la investigació històrica de Jesús, perquè l'autor d'aquest evangeli no dona cap importància a les experiències físiques de Jesús com la seva crucifixió o l'existència física dels creients, sinó que només està interessat en els ensenyaments secrets de Jesús. De manera semblant, l'Evangeli apòcrif de Joan, també dels Manuscrits de Nag Hammadi, ha estat últil en l'estudi de les actituds predominants al segle ii. També han generat interès les qüestions que afirma sobre l'autoria del Llibre de l'Apocalipsi (Ap 1:19), però en aquest cas els ensenyaments que aporta són durant l'Ascensió de Jesús, o sigui que són ensenyaments en una visió, no en una narració de la seva vida. Diversos estudiosos com Edward Arnal sostenen que l'Evangeli de Tomàs segueix tenint utilitat per entendre com es transmeten els ensenyaments de Jesús entre els primers cristians, i consideren que dona pistes per entendre com es va desenvolupar el cristianisme primitiu.
Entre les afirmacions de Jesús en els textos apòcrifs i en els escrits cristians canònics hi ha coïndicències. Les que només apareixen als texts apòcrifs s'anomenen agrapha i n'hi ha almenys 225. Els estudis que se n'han fet en general han conclòs que no són autèntiques i les consideren poc valuoses per tal d'estudiar la historicitat de Jesús. Robert Van Voorst afirma que la gran majoria de les agrapha no són autèntiques. Els estudiosos difereixen sobre el nombre de quantes agrapha són autèntiques, però es mouen entre 7 i 18, en nombre molt baix del total de 225. Mentre que la investigació sobre els texts apòcrifs continua, l'opinió general acadèmica sosté que tenen poc a oferir en l'estudi de la historicitat de Jesús, ja que sovint són d'origen incert, i gairebé sempre són posteriors i tenen menys valor que els altres documents.